# فرد جيبسون (لاعب غولف)
فرد جيبسون (بالإنجليزية: Fred Gibson)‏ هو لاعب غولف أمريكي، ولد في 12 سبتمبر 1947 في واشنطن العاصمة في الولايات المتحدة.

## وصلات خارجية
- فرد جيبسون على موقع رابطة لاعبي الغولف المحترفين (الإنجليزية)